# Mangalyn Dügersüren
Mangalyn Dügersüren (mongolisch Мангалын Дүгэрсүрэн; * 15. Februar 1922 im Sum Galuut, Bajanchongor-Aimag, Mongolei; † 2002) war ein Diplomat und Politiker der Mongolischen Revolutionären Volkspartei (MRVP), der unter anderem zwischen 1963 und 1968 sowie erneut von 1976 bis 1988 Außenminister der Mongolischen Volksrepublik war.

## Leben
Dügersüren war Mitglied der Mongolischen Revolutionären Volkspartei (MRVP) und zunächst zwischen 1958 und 1962 Botschafter in Indien und als solcher zugleich in Myanmar und Nepal akkreditiert. Nach seiner Rückkehr in die Mongolei übernahm er in der Regierung von Ministerpräsident Jumdschaagiin Tsedenbal als Nachfolger von Puntsagiyn Shagdarsüren erstmals den Posten des Außenministers, den er bis zu seiner Ablösung durch Luvsandorjiyn Toiv 1968 bekleidete.
Anschließend war Dügersüren zwischen 1968 und 1972 erstmals Ständiger Vertreter bei den Vereinten Nationen in New York City. Nach weiteren Verwendungen wurde er am 24. August 1976 als Nachfolger von Lodongiyn Rinchin erneut Außenminister in der nunmehr von Ministerpräsident Dschambyn Batmönch geleiteten Regierung. Als Außenminister kritisierte er im August 1983, dass die 5.000 in der Mongolei lebenden Chinesen keine „gesellschaftlich wertvolle Arbeit“ leisten würden und die Volksrepublik China die Hälfte der Angehörigen der Volksbefreiungsarmee an der Grenze zur Mongolischen Volksrepublik stationiert. Im Februar 1984 vereinbarte er bei einem Treffen mit dem sowjetischen Außenminister Andrei Andrejewitsch Gromyko eine Wiederherstellung der „gut-nachbarschaftlichen“ Beziehungen zur Volksrepublik China. Das Amt des Außenministers bekleidete er bis zum 22. Juni 1988 und wurde dann durch Tserenpiliyn Gombosüren abgelöst. Daraufhin war er zwischen 1988 und 1991 abermals Ständiger Vertreter bei den Vereinten Nationen in New York City.

## Veröffentlichung
- The Mongolian People's Republic and international relations, Montsame, Ulaanbaatar, 1981
- Mongol Ulsyn XX zuuny gadaad bodlogiin tüükhen goin (Historische Untersuchung der mongolischen Außenpolitik im 20. Jahrhundert), Mitautor Tserenpiliyn Gombosüren, Nationaluniversität der Mongolei, Ulaanbaatar, posthum 2004